# مری آن موبلی

مری آن موبلی (انگلیسی: Mary Ann Mobley؛ ۱۷ فوریهٔ ۱۹۳۷ – ۹ دسامبر ۲۰۱۴) هنرپیشه و ملکه زیبایی اهل آمریکا بود.
وی در سال ۱۹۵۹ به نمایندگی از میسیسیپی برنده دوشیزه آمریکا شد.

## گزیده فیلمشناسی
از فیلم‌ها یا برنامه‌های تلویزیونی که وی در آن نقش داشته‌است می‌توان به آثار زیر اشاره کرد.
- شیفته دخترها (۱۹۶۵)
- مأموریت: غیرممکن (۱۹۶۶)
- سه نفر روی نیمکت (۱۹۶۶)
- ویرجینیایی (۱۹۶۷)
- آیرونساید (مجموعه تلویزیونی) (۱۹۶۹)
- خانواده پارتریج (۱۹۷۳)
- گذرواژه (۱۹۸۶)